# Tabardilla Tardía
Tabardilla Tardía es el nombre de una variedad cultivar de manzano (Malus domestica). Esta manzana es originaria de Galicia, está cultivada en la colección de árboles frutales y banco de germoplasma de Mabegondo con el Nº 55; ejemplares procedentes de esquejes localizados en San Mamede de Laraxe, parroquia del municipio de Cabañas (La Coruña).

## Sinónimos
- "Manzana Tabardilla Tardía",[4][5]
- "Maceira Tabardilla Tardía".

## Características
El manzano de la variedad 'Tabardilla Tardía' tiene un vigor vigoroso. Tamaño grande y porte erguido.
Época de inicio de brotación a partir del 17 de abril y de floración a partir de 16 de mayo.
Las hojas tienen una longitud del limbo de tamaño medio, con la máxima anchura del limbo estrecha. Longitud de las estípulas es corta y la máxima anchura de las estípulas es estrecha. Denticulación del borde del limbo es serrado, con la forma del ápice del limbo cuspidado y la forma de la base del limbo es desconocido. Con subestípulas presentes.
Sus flores tienen una longitud de los pétalos corta, anchura de los pétalos es estrecha, disposición de los pétalos superpuestos entre sí, con una longitud del pedúnculo media.
La variedad de manzana 'Tabardilla Tardía' tiene un fruto de tamaño medio, de forma globoso-cónica, de color bicolor, con chapa a rayas, e intensidad media. Epidermis de textura suave, con pruina en su superficie y con presencia de cera débil. Sensibilidad al "russeting" (pardeamiento áspero superficial que presentan algunas variedades) muy poco sensible. Con lenticelas de tamaño mediano.
Los sépalos están dispuestos de forma variable, y variable  en su base; su fosa calicina profunda y de una anchura media. Pedúnculo de grosor medio y de longitud largo, siendo la cavidad peduncular de una profundidad profunda y de anchura media. Con pulpa de color blanca-crema, cuya firmeza es intermedia y textura intermedia; su jugosidad es intermedia con sabor de acidez , y aromática.
Época de maduración y recolección es el 8 de octubre. 'Tabardilla Tardía' es una manzana que su destino es la conservación de esta variedad en el banco de germoplasma de Mabegondo como reserva genética.

## Susceptibilidades
- Oidio: ataque débil
- Moteado: no presenta
- Raíces aéreas: ataque medio
- Momificado: no presenta
- Pulgón lanígero: no presenta
- Pulgón verde: no presenta
- Araña roja: no presenta
- Chancro del manzano: no presenta[3]